# Felsmalerei

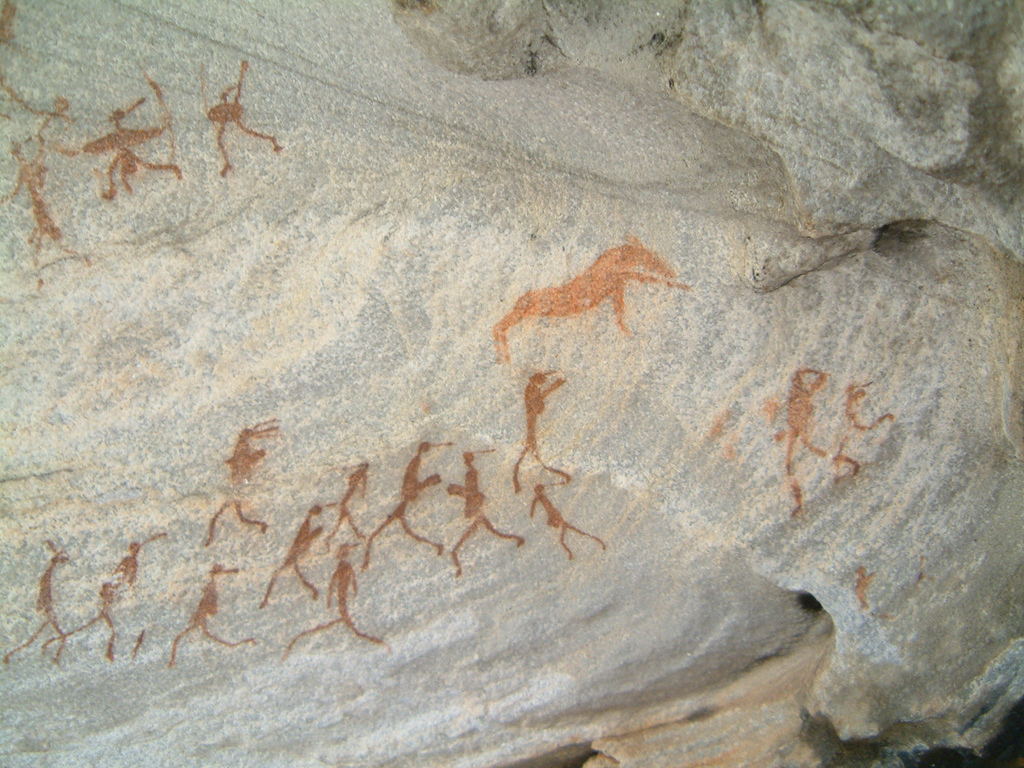
Felszeichnungen der San in Südafrika

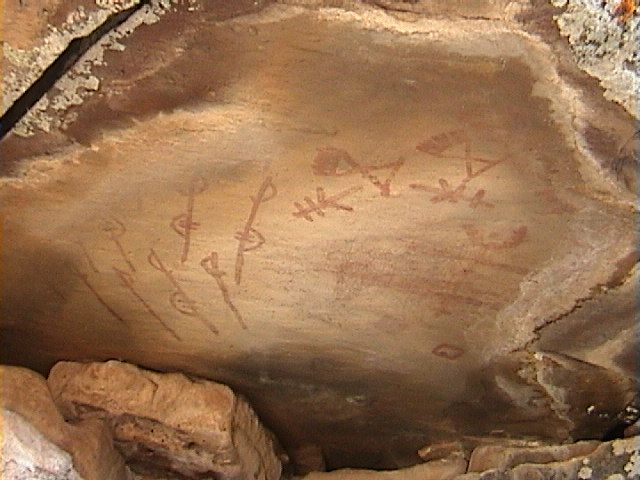
Felszeichnungen an einer Höhlendecke, erstellt von nordamerikanischen Ureinwohnern nahe der Stadt Douglas, Wyoming

Felsmalereien sind ohne Eintiefung mit Farbe auf die Felsoberflächen gemalte Felsbilder. Durch ihre Lage auf frei liegenden Felsflächen oder unter Abris unterscheiden sie sich von der Höhlenmalerei. Gemalt wurde mit Pigmentfarben, vor allem rotem, gelbem oder braunem Ocker (Limonit), Rötel (auf Hämatit-Basis) oder einer Mischung aus beiden Mineralstoffen. Schwarze Farbaufträge sind meist mit Holzkohle hergestellt, wodurch mittels Radiokohlenstoffdatierung eine direkte Altersbestimmung möglich ist, seltener aus Mangandioxid. Felsmalereien sind in Form von Linien oder flächig aufgetragen.

## Abgrenzung
Sind die Motive eingeritzt, eingepickelt oder graviert sind, spricht man von Petroglyphen (auch „Ritzzeichnungen“ oder Gravierungen). Die Abgrenzung erfolgt unabhängig von der Tatsache, dass die bei Petroglyphen in den Fels eingetieften Reliefs in vielen Fällen ebenfalls mit Farbe ausgemalt wurden. Wegen der häufigen Niederschläge wurden Felsbilder in Mittel- und Nordeuropa oft als Petroglyphen aufgebracht, wie die skandinavischen Felsbilder der nordischen Bronzezeit (zum Beispiel Felsritzungen von Himmelstalund) oder die alpinen Felsbilder der Valcamonica.

## Entstehungszusammenhang und Interpretation

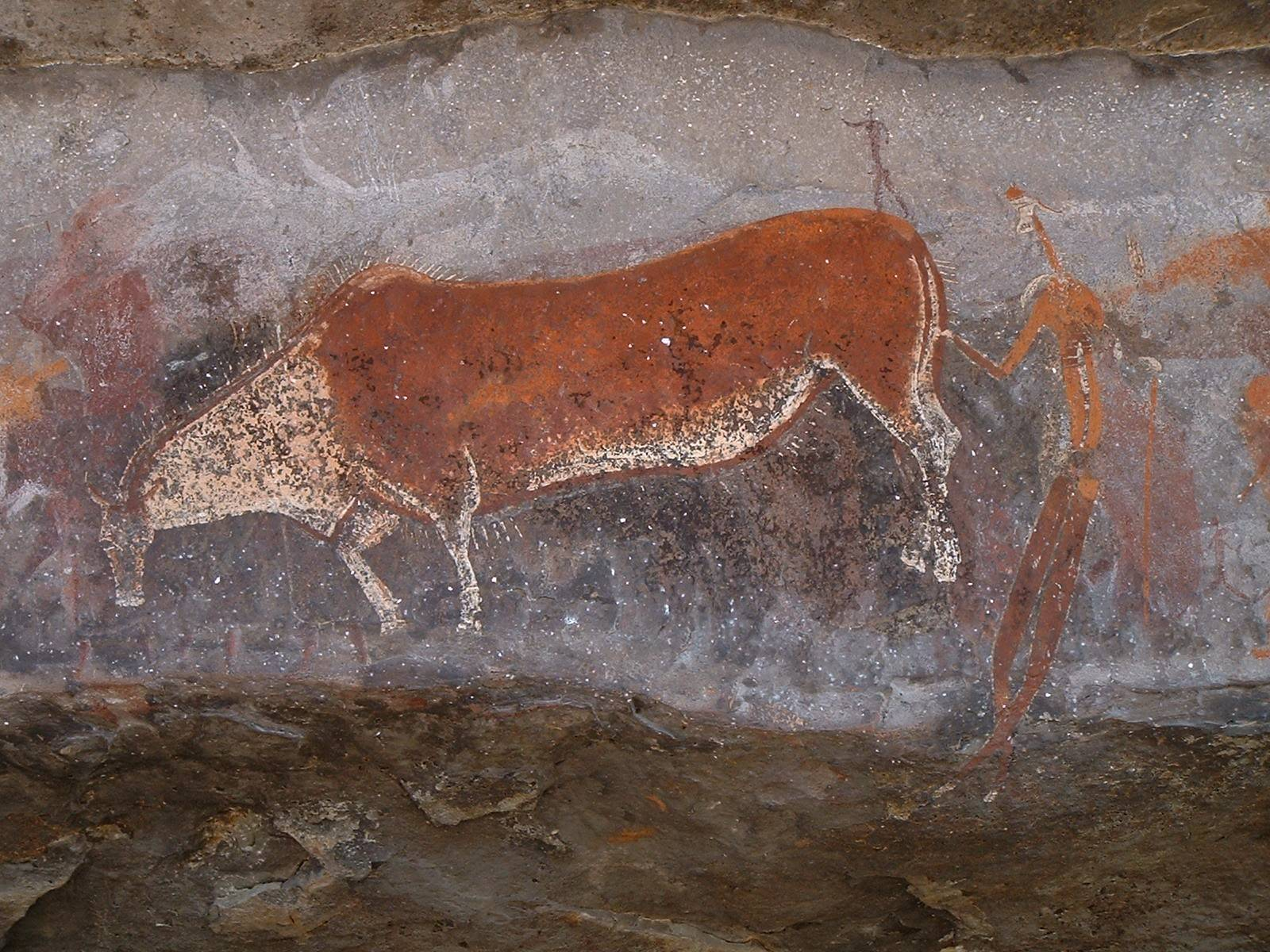
Felszeichnung einer menschlichen Figur, die den Schwanz einer Elenantilope hält. Es wird vermutet, dass es sich um die Darstellung eines Schamanen in Trance handelt, wobei die Kraft der sterbenden Elenantilope auf den Schamanen übertragen wird. Dieses Bild wurde als „Stein von Rosetta“ der südafrikanischen Felskunst bezeichnet. Game Pass Shelter, Kamberg, KwaZulu-Natal Drakensberg, Südafrika.

Es wird angenommen, dass sie im Zusammenhang ritueller Trance-Reisen, mythischer Performances und Tänze entstanden sind und dabei nicht das Bild, sondern der rituelle Akt im Vordergrund stand. Dies ist jedoch nur eine von vielen Deutungsversuchen, denn in vielen Fällen sind schon die Datierungen der Bilder unklar, und ebenso, welchem kulturellen Kontext sie entstammen. Mit der Interpretation von Felsbildern, insbesondere afrikanischer, beschäftigt sich die kognitive Archäologie.

## Regionen mit Felsmalereien
Europa und Vorderasien
- Felsmalereien in der spanischen Levante
- Anatolische Felsbilder: (Kaya resimleri) Latmosgebirge, Türkei
- Britisch/Irische Felsbilder (Rock paintings)
- Finnische Felsbilder (Kalliomaalaukset)
- Französische Felsbilder (Peintures rupestres)
- Schwedisch/norwegische (Hällmålningen) (Felsmalereien von Tumlehed, Felsbilder von Honnhammarneset, Felsbild im Stor-Åbodsjön)

Asien
- Kasachstan: Tamgaly
- Kirgistan: Cholpon-Ata
- China
- Indien: Bhimbetka, Charama
- Indonesien: Borneo (Lubang Jeriji Saléh) Sulawesi (Leang Timpuseng), Westpapua (Berau-Bucht), Kei Kecil (Dudumahan)
- Malaysia: Gua Tambun
- Osttimor: Baguia, Tutuala
- Thailand: Phu Phrabat

Afrika
- Nordafrikanische Felsbilder: Tassili n'Ajjer, Tamrit, Oued de Lechou (Algerien), Tadrart Acacus (Algerien/Libyen)
- Malawi: Chongoni
- Namibia: Spitzkoppe, Brandberg, Twyfelfontein
- Südafrika: Zederberge (Westkap), Drakensberge

Amerika
- Brasilien: Nationalpark Serra da Capivara
- Kolumbien: Nationalpark Chiribiquete, Serranía de La Lindosa
- Mexiko: Sierra de San Francisco in Baja California Sur
- Peru: Chichictara (Palpa)

Australien und Ozeanien
- Australien: Kakadu-Nationalpark, Uluṟu (früher „Ayers Rock“)
- Osterinsel: Kultstätte Orongo

## Gegenwart
Teilweise werden auch heute noch Felszeichnungen bzw. -malereien angefertigt, z. B. von den südafrikanischen San. Andere Felszeichnungen aus historischer Zeit gibt es von den Aborigines in Australien (zum Beispiel in Ubirr).